# Sabino Bilbao Líbano
Sabino Bilbao Líbano, concegut com a Sabino, (Leioa, País Basc 1897 - Getxo 1983) fou un futbolista basc, que milità a l'Athletic Club de Bilbao i guanyà una medalla olímpica.

## Biografia
Va néixer l'11 de desembre de 1897 a la ciutat de Leioa, població situada a Biscaia i que actualment forma part de l'àrea metropolitana de Bilbao. Va morir a la ciutat de Getxo el 20 de gener de 1983.

## Carrera esportiva

### Trajectòria per clubs
Format a l'equip base de l'Athletic Club de Bilbao, passà a formar part del primer equip l'any 1918 i hi va romandre sis temporades com a migcampista. Al llarg d'aquests anys jugà 76 partits i aconseguí arribar a tres finals de la Copa d'Espanya, de les quals aconseguí guanyar les dels anys 1921 i 1923.

### Trajectòria amb la selecció
Formà part de l'equip que participà amb la selecció espanyola en els Jocs Olímpics d'Estiu de 1920 realitzats a Anvers (Bèlgica). En aquesta competició hi jugà dos partits i aconseguí guanyar la medalla de plata. En finalitzar el campionat olímpic no tornà a ser convocat per la selecció.